# Thomas Jones (pintor)
Thomas Jones (26 de septiembre de 1742 - 29 de abril de 1803) fue un pintor paisajista británico. Fue alumno de Richard Wilson y fue más conocido en su vida como pintor de paisajes galeses e italianos en el estilo de su maestro. Sin embargo, la reputación de Jones creció en el siglo XX cuando salieron a la luz más obras poco convencionales de él, que originalmente no estaban destinadas a la exhibición. La más notable de ellas es una serie de vistas de Nápoles que pintó de 1782 a 1783. Al romper con las convenciones de la pintura paisajista clásica en favor de la observación directa, fueron como precursoras de la obra de Camille Corot y de la escuela de Barbizon en el siglo XIX. Su autobiografía, Memoirs of Thomas Jones of Penkerrig, no se publicó hasta 1951, pero ahora se reconoce como una importante fuente de información sobre el mundo del arte del siglo XVIII.

## Biografía

### Comienzos de su vida y carrera

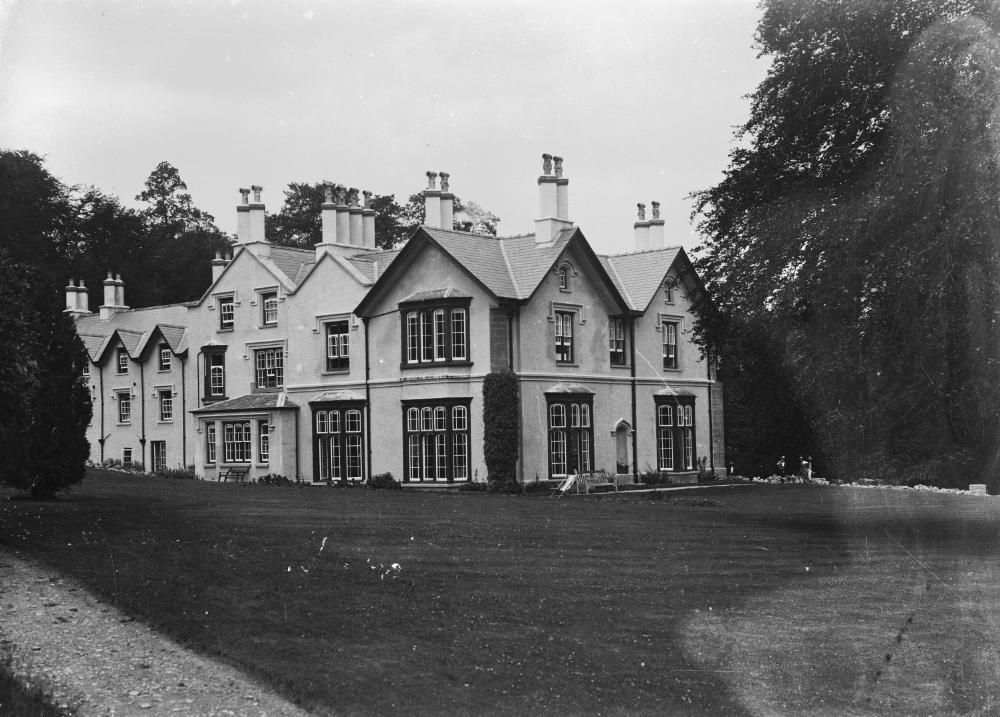
Finca familiar en Pencerrig Estate, Builth Wells.

Thomas Jones nació en Trefonnen en Cefnllys, condado histórico de Radnorshire, el segundo de dieciséis hijos del terrateniente Thomas Jones de Trefonnen y su esposa, Hannah. Sus años de formación transcurrieron en la finca de su padre en Pencerrig, cerca de Builth Wells; por eso se le suele llamar «Thomas Jones de Pencerrig» para diferenciarlo de otros con su mismo nombre. Fue educado en el Christ College, Brecon, y más tarde en una escuela mantenida por Jenkin Jenkins en Llanfyllin en Montgomeryshire, antes de ir a la Universidad de Oxford en 1759 para estudiar en el Jesus College. Su educación universitaria fue financiada por un tío materno que, en contra de los deseos de Jones, esperaba que entrara en la iglesia. Jones abandonó Oxford después de la muerte de este tío en 1761 y comenzó a seguir su carrera preferida como artista.
Jones se mudó a Londres y se matriculó en la escuela de dibujo de William Shipley en noviembre de 1761. A pesar de asistir a la clase de anatomía en la Academia de St Martin's Lane, seguía sin estar seguro de su capacidad para dibujar figuras de forma convincente, y en 1763 convenció al principal paisajista de la época —y compañero galés—, Richard Wilson para que lo tomara como alumno. Joven de gran espíritu, Jones registró en su diario que él y dos compañeros de clase alborotados fueron reprendidos una vez por su maestro con las palabras: «Caballeros, esta no es la manera de rivalizar conClaude».

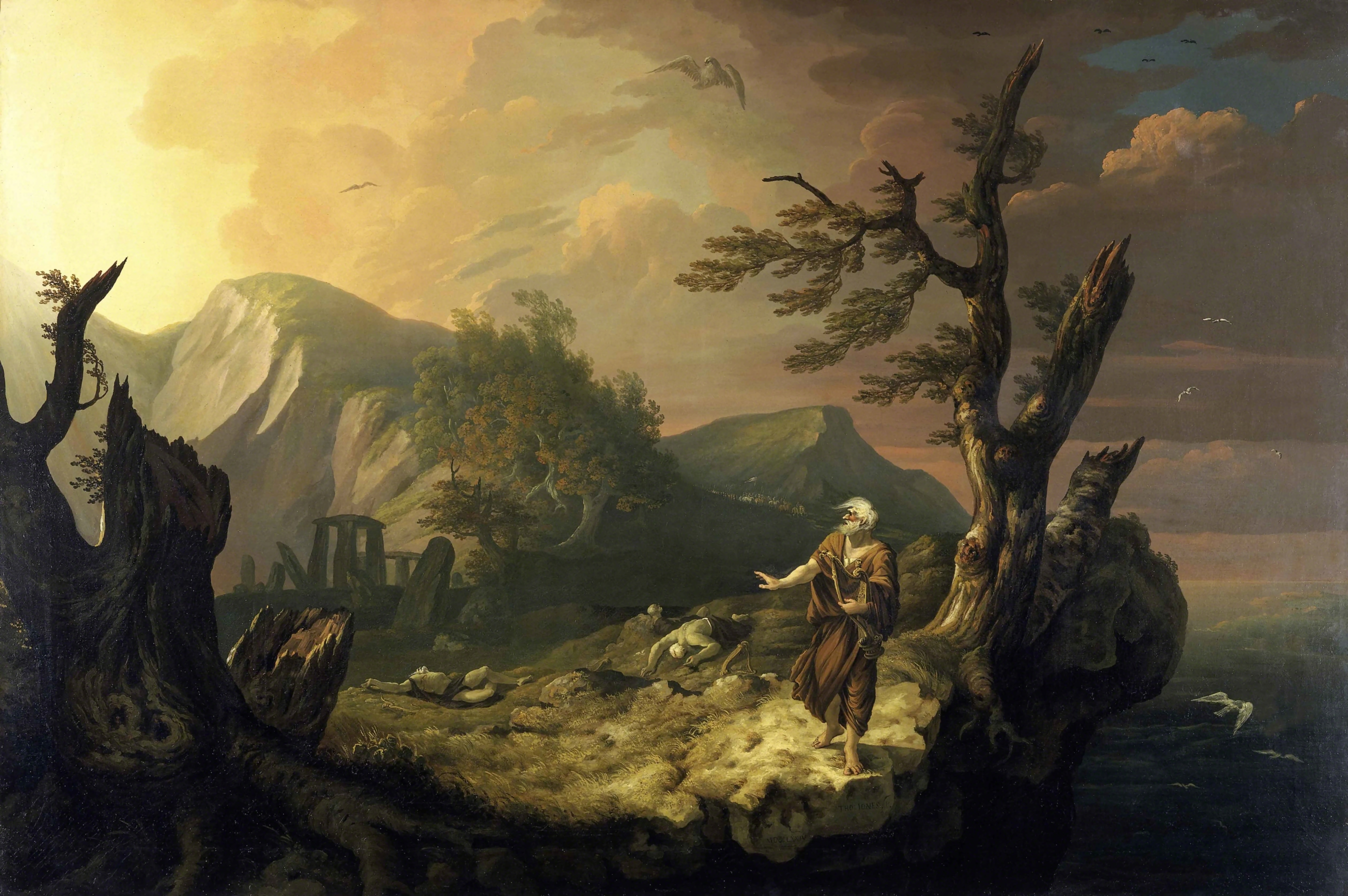
El Bardo (1774). Óleo sobre lienzo, 114,5 × 168 cm Museo Nacional de Cardiff.

En 1765 Jones comenzó a exponer en la Sociedad de Artistas (precursora de la Royal Academy of Arts). A partir de 1769 sus paisajes comenzaron a adoptar la «gran manera», convirtiéndose en escenarios de escenas de la historia, la literatura o la mitología. Su frecuente colaborador en estas obras fue John Hamilton Mortimer, quien pintó las figuras. Una de sus obras más conocidas de este período es The Bard («El Bardo») (Museo Nacional de Cardiff), basada en el poema de Thomas Gray. La década de 1770 fue un período de éxito para Jones; fue elegido miembro de la Sociedad de Artistas en 1771 y tuvo el cargo como director de la sociedad en 1773-1774. Este período también vio el comienzo del poco convencional hábito de Jones de producir pequeños bocetos de paisajes en óleo sobre papel para su propia diversión.

### Italia

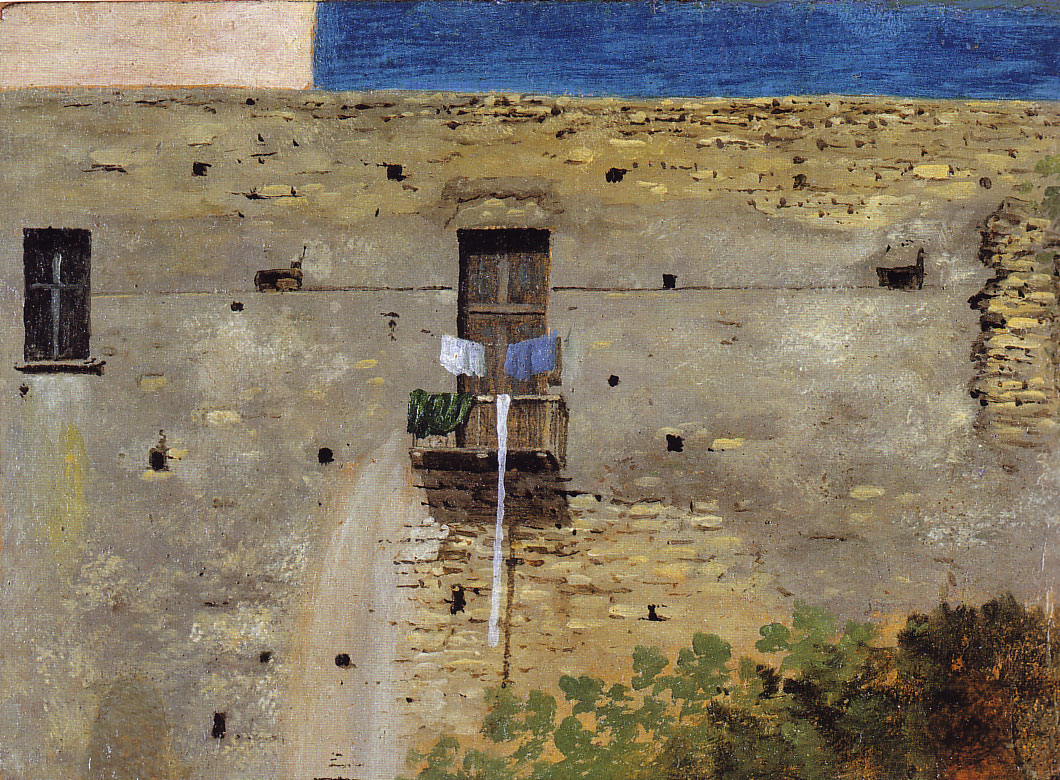
A Wall in Naples (1782).Óleo sobre papel, 11.4 × 16cm. The National Gallery, Londres.

Jones se embarcó en un ansiado viaje a Italia en septiembre de 1776. Las obras producidas allí se apartaron significativamente del ejemplo de su maestro, particularmente en sus pinturas de acuarela, donde desarrolló una distintiva paleta de diversos tonos de azul. Jacob More, John Robert Cozens y Thomas Banks se encontraban entre los compañeros de viaje con los que Jones tuvo amistad. Su primer encargo en Italia fue un paisaje titulado Lake Albano—Sunset para el Conde-obispo de Derry, que se convirtió en el mecenas más importante de Jones.
Jones hizo su primera visita a Nápoles en septiembre de 1778, permaneciendo allí durante cinco meses. Regresó a Roma por un tiempo, viviendo en una casa cerca de la Escalinata de España, la escalera fue diseñada por los arquitectos Francesco De Sanctis y Alessandro Specchi. Tomó a una viuda danesa llamada Maria Moncke como su «sirvienta» en abril de 1779, fugándose con ella a Nápoles un año después, entonces la ciudad más grande de Italia, prometía más oportunidades de patrocinio que Roma, y Jones buscó el patrocinio del embajador británico William Hamilton en particular. María dio a luz dos hijas en Nápoles, Anna María (en 1780) y Elizabetha (en 1781).

### Regreso de Italia y retiro
Al enterarse de la muerte de su padre en 1782, Jones, que después de seis años en Italia se estaba volviendo inquieto y nostálgico, volvió a Gran Bretaña. Partió a Londres con María, Anna y Elizabetha en un bergantín sueco en agosto de 1783. Llegó el siguiente noviembre únicamente para encontrar muchas de sus posesiones destruidas por la humedad, incluyendo todos sus estudios pintados de la naturaleza. En Londres Jones intentó revivir su carrera como pintor, pero tuvo menos impulso para hacerlo ya que su padre le dejó un ingreso anual de 300 libras esterlinas. Aunque expuso diez obras en la Real Academia de 1784 a 1798, en 1785 sintió que su carrera artística había terminado.

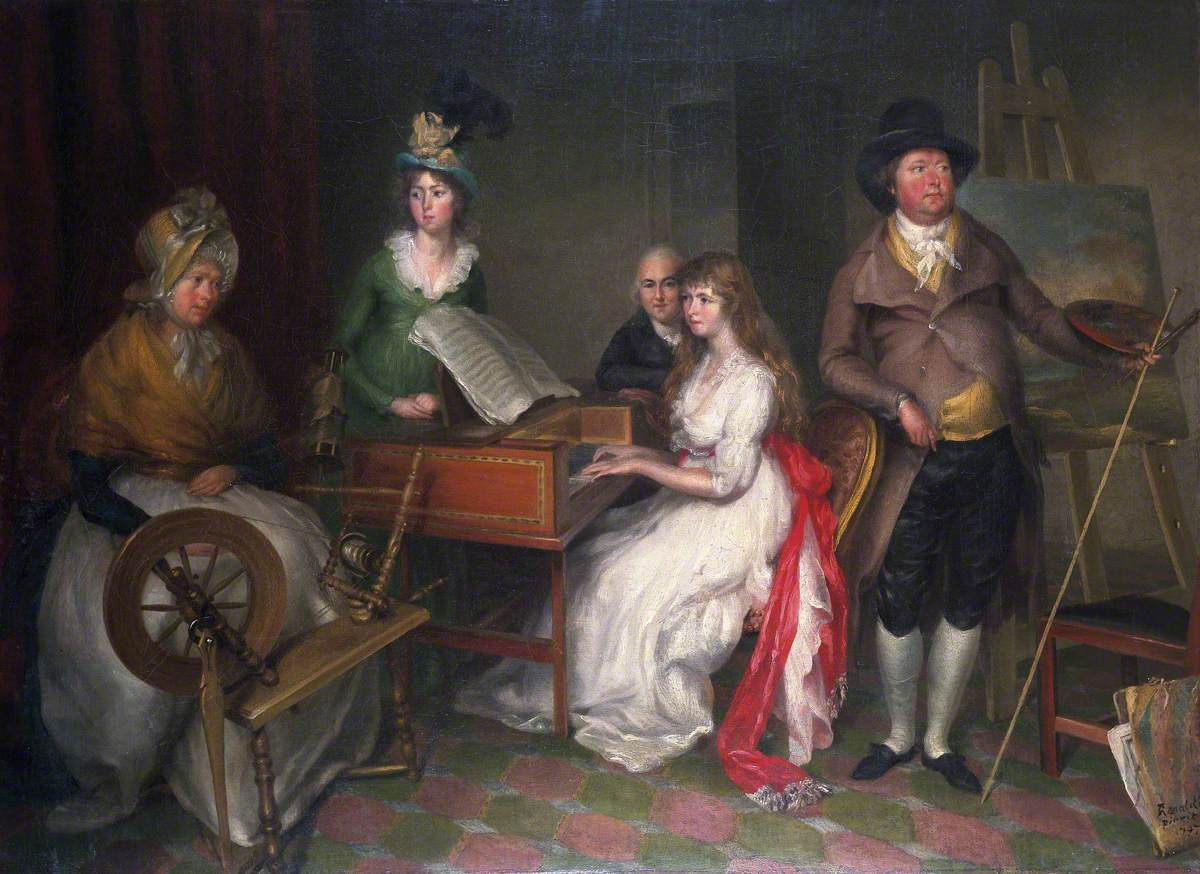
Thomas Jones and his Family por Francesco Renaldi (1797). Museo Nacional de Cardiff.

En sus últimos años Jones se sintió cada vez más atraído por Gales, especialmente por su amada Pencerrig. Heredó la finca en 1787, a la muerte de su hermano, el mayor John Jones, sin problemas. Con su nueva seguridad financiera, Thomas Jones finalmente se casó con Maria Moncke el 16 de septiembre de 1789 —aunque su devota madre también influyó en la decisión—. La boda se celebró en la iglesia de St Pancras en Londres. Jones se interesó activamente en su patrimonio, usando su cuaderno de bocetos para registrar los nuevos desarrollos agrícolas. En 1791, incluso escribió un poema titulado Petraeia sobre su amor por Pencerrig. —Cerrig, que significa "piedra" en galés, se traduce al griego como petra—. 1791 fue también el año en que se convirtió en Alto Sheriff de Radnorshire.
Thomas Jones falleció en 1803; la causa de la muerte fue la angina de pecho. Fue enterrado en la capilla de la familia en Caebach, Llandrindod Wells.